# Abu Fuhayra
ʿĀmir ibn Fuhayra, Abū Fuhayra (in arabo عامر بن فهيرة‎?; La Mecca, 585 – Biʾr Maʿūna, 625), è stato un Sahaba.
Schiavo degli Azd, di proprietà di Abū l-Ḥārith, vale a dire al-Ṭufayl b. ʿAbd Allāh b. Sakhbara b. al-Ṭufayl al-Azdī (fratello uterino di ʿĀʾisha), dei Quraysh di Mecca, fu acquistato e affrancato dal ricco Abū Bakr (di cui diventò di conseguenza mawlā) unitamente ad altre persone: Bilāl b. Rabāḥ, Abū Fukayha Aflāḥ, detto Yasār, ʿAmmār b. Yāsir, Ṣuhayb b. Sinān al-Rūmī, Lubayna, al-Nahdiya, Umm ʿUbays e Zinnīra al-Rūmiyya (in arabo زنِّيرة الرومية‎?) oltre a una donna dei B. Muʾammil (clan dei B. ʿAdī b. Kaʿb).
Si convertì prima dell'abitudine presa nel 614 dalla scarsa quarantina di seguaci di Maometto di riunirsi nella casa di al-Arqam ibn Abi l-Arqam (Dār al-Arqam) e va quindi annoverato tra i primissimi fedeli in assoluto. Fu incaricato di confondere le tracce lasciate da Maometto e Abu Bakr quando si rifugiarono in una caverna del monte Thawr (Jabal Thawr, a sud di Mecca per sfuggire alle ricerche dei Quraysh che avevano ingaggiato un esperto di lettura del terreno. Abū Fuhayra fece pascolare i suoi armenti attorno alla grotta per mascherare le orme dei piedi dei fuggiaschi
Combatté a Badr e sotto l'Uḥud. Morì nel 625, nell'agguato di Biʾr Maʿūna, trapassato da una lancia. Gridò con esultanza «Allāhu akbar, fuztu wa Rabb al-Kaʿba» in quel frangente, meravigliando non poco il suo uccisore Jabbār b. Sulmā al-Kilābī. Maometto più tardi spiegò che aveva intravisto il paradiso cui era destinato, in quanto martire per la fede islamica (shahīd), e gli angeli che si accingevano a trasportarvelo.